# Grimpoteuthis wuelkeri
Grimpoteuthis wuelkeri is een inktvissensoort uit de familie van de Grimpoteuthidae. De wetenschappelijke naam van de soort is voor het eerst geldig gepubliceerd in 1920 door Grimpe.